# Bengt Djurberg
Bengt Djurberg (* 23. Juli 1898 in Stockholm; † 2. November 1941 ebenda) war ein schwedischer Schauspieler.
Bengt Djurberg wurde ab 1916 an der Schauspielschule Dramatens elevskola ausgebildet, er wurde zu dieser Zeit als Theater-Schauspieler tätig. 1919 erfolgte sein Filmdebüt. Er wirkte insgesamt an 31 Filmproduktionen mit, darunter der Monumental-Zweiteiler Karl XII. Es starb 1941 im Alter von 43 Jahren an Krebs.

## Filmografie (Auswahl)
- 1919:  Das Lied der roten Blume (Sången om den eldröda blomman)
- 1925: Karl XII
- 1927: Troll-Elgen
- 1928: Gustaf Wasa del II
- 1928: Cafe X
- 1929: Die Verführerin (Hjärtats triumf)
- 1929: Den starkaste
- 1930: Fridas visor
- 1932: Kammerkätzchen (Vi som går köksvägen)
- 1935: Ebberöds bank
- 1939: Mot nya tider